# Chlamydera
Genre
Le genre Chlamydera regroupe cinq espèces de passereaux appartenant à la famille des Ptilonorhynchidae.

## Classification
D'après la classification de référence (version 2.2, 2009) du Congrès ornithologique international (ordre phylogénique) :
- Chlamydera guttata – Jardinier tacheté
- Chlamydera nuchalis – Jardinier à nuque rose
- Chlamydera maculata – Jardinier maculé
- Chlamydera lauterbachi – Jardinier de Lauterbach
- Chlamydera cerviniventris – Jardinier à poitrine fauve